# Walnut–Locust (Metro de Filadelfia)
Walnut–Locust  es una estación de ferrocarril en la línea de la Calle Broad con transferencia a la línea PATCO del Metro de Filadelfia. La estación se encuentra localizada en 500 South Broad Street en Filadelfia, Pensilvania. La estación Walnut–Locust fue inaugurada el 20 de abril de 1930. La Autoridad de Transporte del Sureste de Pensilvania (por sus siglas en inglés SEPTA) es la encargada por el mantenimiento y administración de la estación.

## Descripción
La estación Walnut–Locust cuenta con 2 plataformas centrales y 2 vías. 

## Conexiones
La estación es abastecida por las siguientes conexiones: 
- Rutas de autobuses SEPTA: 4, 9, 12, 21, 27, 32, 42